# Carlos Tovar Samanez
Carlos Miguel Tovar Samanez (Lima, 8 de abril de 1947), conocido como Carlín, es un arquitecto, diseñador gráfico, escritor y, principalmente, caricaturista peruano.

## Biografía
Carlos Tovar Samanez nació el 28 de abril de 1947 en el seno de una familia acomodada de clase media limeña. Realizó sus estudios básicos en el colegio Pestalozzi y en el La Salle de Lima.
Posteriormente se graduó de la Facultad de Arquitectura, Urbanismo y Artes de la Universidad Nacional de Ingeniería del Perú. Pero se decantó por el diseño gráfico, trabajando en El Diario de Marka como diagramador. Es en estos años que realiza caricaturas de forma profesional. Pero el gobierno militar encabezado por Francisco Morales Bermúdez cerró el periódico.
Carlín consiguió entrar en el semanario satírico Monos y Monadas, consiguiendo portadas a partir de 1979. Paralelamente trabajó en el área de telecomunicaciones del Ministerio de Educación, pero abandonó este puesto para dedicarse de lleno a la caricatura.
Entre sus colaboraciones más destacadas como diseñador gráfico se encuentran el dibujo del afiche de la película Alias "La Gringa" de Alberto Durant, y la creación de los logotipos del Consejo Nacional de Educación, la Superintendencia Nacional de Registros Públicos, y la Comisión de la Verdad y Reconciliación.
En 1988 fue invitado a Roma como colaborador en el semanario italiano Tango y vivió, retornando a su país a los tres meses.
El 21 de abril de 2020 publicó una caricatura del expresidente peruano Alan García, quien se suicidó en 2019, recibiendo amenazas de muerte por parte de un aprista, de tendencia izquierdista, actualmente labora en el periódico la república.

## Publicaciones
Entre sus principales publicaciones se encuentran:
- Habla el viejo, la crisis mundial y su solución (2002)
- Manifiesto del siglo XX (2006)
- El socialismo en cuatro horas
- Técnicas del dibujo y la caricatura (2015)

Además sus caricaturas han sido portada en importantes revistas peruanas como Monos y Monadas y El Idiota Ilustrado.

## Premios
A lo largo de su carrera, Carlín ha obtenido los siguientes galardones:
- Bienal del Humor Perú Ríe (1984)
- Premio de Periodismo y Derechos Humanos (2009)
- Premio Huamán Poma, del Salón Internacional del Humor Gráfico (2012)
- Medalla al mérito del Colegio de periodistas de Lima (2015)